# ラルフ・R・ハーディング
ラルフ・レイ・ハーディング（Ralph Ray Harding, 1929年9月9日 – 2006年10月26日）は、アメリカ合衆国アイダホ州出身の元下院議員。1961年から1965年まで民主党員として2期務めた。宗教は末日聖徒イエス・キリスト教会。

## 経歴・人物
1929年9月9日、ハーディングはアメリカ合衆国アイダホ州マラドシティで生まれた。末日聖徒イエス・キリスト教会(モルモン教)の宣教師としてカンザス州やオクラホマ州で2年間布教を行なった。1951年から1953年までアメリカ陸軍として韓国に赴任し、退役までに中尉に昇進した。ユタ州プロボのブリガムヤング大学を卒業した後、アイダホ大学で修士号を修めた。
1955年から1956年までアイダホ州議会議員として活動していた。1960年、ハーディングはアイダホ州第2選挙区から下院議員選挙に出馬し、ベテラン共和党下院議員のハマーバッジを4,000票差で破って当選を果たした。1964年の大統領選挙では民主党候補のリンドン・B・ジョンソン大統領が圧倒的勝利を収めたが、同年の下院議員選挙でハーディングは共和党のジョージ・V・ハンセンに敗れた。民主党に有利な状況下での現職議員が落選した原因の一つに、ハーディングの農務長官批判が挙げられている。ハーディングは議会演説で、ドワイト・D・アイゼンハワー政権で農務長官を務めていたエズラ・タフト・ベンソンに対して「この国の急進右翼のスポークスマン」と批判した。ベンソンは末日聖徒イエス・キリスト教会の十二使徒定員会（大管長会に次ぐ指導者組織）の一員であったため、主要支持層からの支持を失った。
1964年選挙での落選後、ハーディングは空軍長官の特別補佐官を務めた。1966年、ハーディングは米国上院で民主党の指名を勝ち取ったが、総選挙で共和党現職のレン・ジョーダンに敗れた。1978年に再び下院議員への復帰を目指したが、民主党予備選挙でスタン・クレスに敗れた。
2006年、ブラックフットで77歳で亡くなり、マラドシティの墓地に埋葬された。

## 選挙結果

### 下院議員選挙
| 年     | 民主党               | 票数   | 得票率 |  | 共和党                  | 票数   | 得票率 |
| ------ | -------------------- | ------ | ------ |  | ----------------------- | ------ | ------ |
| 1960年 | ラルフ・ハーディング | 90,161 | 53.0％ |  | ハマー・H・バッジ       | 86,100 | 47.0％ |
| 1962年 | ラルフ・ハーディング | 83,152 | 52.8％ |  | オーヴァル・H・ハンセン | 74,203 | 47.2％ |
| 1964年 | ラルフ・ハーディング | 84,022 | 47.8％ |  | ジョージ・V・ハンセン   | 91,838 | 51.8％ |

### 上院議員選挙
| 年     | 民主党               | 票数    | 得票率 |  | 共和党               | 票数    | 得票率 |
| ------ | -------------------- | ------- | ------ |  | -------------------- | ------- | ------ |
| 1966年 | ラルフ・ハーディング | 112,637 | 44.6％ |  | レナード・ジョーダン | 139,819 | 55.4％ |